# Châu Hạnh
Châu Hạnh là một xã thuộc huyện Quỳ Châu, tỉnh Nghệ An, Việt Nam.
Xã Châu Hạnh có diện tích 129,61 km², dân số năm 1999 là 7845 người, mật độ dân số đạt 61 người/km².